# Nazionale maschile under 20 di calcio del Perù
La Nazionale di calcio del Perù Under-20 è la rappresentativa calcistica del Perù composta da giocatori Under-20; è affiliata alla CONMEBOL ed è posta sotto l'egida della Federación Peruana de Fútbol.

## Partecipazioni e piazzamenti a competizioni internazionali

### Mondiali Under-20
| Anno   | Piazzamento     | G               | V               | N*              | P               | GF              | GS              |
| ------ | --------------- | --------------- | --------------- | --------------- | --------------- | --------------- | --------------- |
| 1977   | Non qualificata | Non qualificata | Non qualificata | Non qualificata | Non qualificata | Non qualificata | Non qualificata |
| 1979   | Non qualificata | Non qualificata | Non qualificata | Non qualificata | Non qualificata | Non qualificata | Non qualificata |
| 1981   | Non qualificata | Non qualificata | Non qualificata | Non qualificata | Non qualificata | Non qualificata | Non qualificata |
| 1983   | Non qualificata | Non qualificata | Non qualificata | Non qualificata | Non qualificata | Non qualificata | Non qualificata |
| 1985   | Non qualificata | Non qualificata | Non qualificata | Non qualificata | Non qualificata | Non qualificata | Non qualificata |
| 1987   | Non qualificata | Non qualificata | Non qualificata | Non qualificata | Non qualificata | Non qualificata | Non qualificata |
| 1989   | Non qualificata | Non qualificata | Non qualificata | Non qualificata | Non qualificata | Non qualificata | Non qualificata |
| 1991   | Non qualificata | Non qualificata | Non qualificata | Non qualificata | Non qualificata | Non qualificata | Non qualificata |
| 1993   | Non qualificata | Non qualificata | Non qualificata | Non qualificata | Non qualificata | Non qualificata | Non qualificata |
| 1995   | Non qualificata | Non qualificata | Non qualificata | Non qualificata | Non qualificata | Non qualificata | Non qualificata |
| 1997   | Non qualificata | Non qualificata | Non qualificata | Non qualificata | Non qualificata | Non qualificata | Non qualificata |
| 1999   | Non qualificata | Non qualificata | Non qualificata | Non qualificata | Non qualificata | Non qualificata | Non qualificata |
| 2001   | Non qualificata | Non qualificata | Non qualificata | Non qualificata | Non qualificata | Non qualificata | Non qualificata |
| 2003   | Non qualificata | Non qualificata | Non qualificata | Non qualificata | Non qualificata | Non qualificata | Non qualificata |
| 2005   | Non qualificata | Non qualificata | Non qualificata | Non qualificata | Non qualificata | Non qualificata | Non qualificata |
| 2007   | Non qualificata | Non qualificata | Non qualificata | Non qualificata | Non qualificata | Non qualificata | Non qualificata |
| 2009   | Non qualificata | Non qualificata | Non qualificata | Non qualificata | Non qualificata | Non qualificata | Non qualificata |
| 2011   | Non qualificata | Non qualificata | Non qualificata | Non qualificata | Non qualificata | Non qualificata | Non qualificata |
| 2013   | Non qualificata | Non qualificata | Non qualificata | Non qualificata | Non qualificata | Non qualificata | Non qualificata |
| 2015   | Non qualificata | Non qualificata | Non qualificata | Non qualificata | Non qualificata | Non qualificata | Non qualificata |
| 2017   | Non qualificata | Non qualificata | Non qualificata | Non qualificata | Non qualificata | Non qualificata | Non qualificata |
| 2019   | Non qualificata | Non qualificata | Non qualificata | Non qualificata | Non qualificata | Non qualificata | Non qualificata |
| 2023   | Non qualificata | Non qualificata | Non qualificata | Non qualificata | Non qualificata | Non qualificata | Non qualificata |
| Totale | 0/23            | -               | -               | -               | -               | -               | -               |

### Campionato sudamericano Under-20
| Anno   | Piazzamento      | G                | V                | N*               | P                | GF               | GS               |
| ------ | ---------------- | ---------------- | ---------------- | ---------------- | ---------------- | ---------------- | ---------------- |
| 1954   | Quarto posto     | 7                | 2                | 3                | 2                | 10               | 11               |
| 1958   | Quarto posto     | 5                | 2                | 2                | 1                | 13               | 13               |
| 1964   | Fase a gironi    | 6                | 2                | 1                | 3                | 7                | 9                |
| 1967   | Terzo posto      | 5                | 2                | 1                | 2                | 9                | 7                |
| 1971   | Terzo posto      | 5                | 2                | 1                | 2                | 7                | 7                |
| 1974   | Fase a gironi    | 3                | 1                | 1                | 1                | 2                | 2                |
| 1975   | Quarto posto     | 5                | 1                | 2                | 2                | 4                | 8                |
| 1977   | Fase a gironi    | 4                | 1                | 1                | 2                | 7                | 9                |
| 1979   | Fase a gironi    | 4                | 1                | 0                | 3                | 3                | 10               |
| 1981   | Non partecipante | Non partecipante | Non partecipante | Non partecipante | Non partecipante | Non partecipante | Non partecipante |
| 1983   | Fase a gironi    | 4                | 1                | 0                | 3                | 11               | 9                |
| 1985   | Fase a gironi    | 4                | 0                | 2                | 2                | 2                | 7                |
| 1987   | Fase a gironi    | 3                | 0                | 0                | 3                | 4                | 10               |
| 1988   | Fase a gironi    | 5                | 2                | 1                | 2                | 5                | 7                |
| 1991   | Fase a gironi    | 4                | 0                | 2                | 2                | 4                | 8                |
| 1992   | Fase a gironi    | 3                | 0                | 0                | 3                | 2                | 8                |
| 1995   | Fase a gironi    | 4                | 1                | 0                | 3                | 4                | 7                |
| 1997   | Fase a gironi    | 4                | 0                | 2                | 2                | 3                | 7                |
| 1999   | Fase a gironi    | 9                | 3                | 2                | 4                | 8                | 22               |
| 2001   | Fase a gironi    | 4                | 1                | 1                | 2                | 5                | 9                |
| 2003   | Fase a gironi    | 4                | 0                | 0                | 4                | 3                | 13               |
| 2005   | Fase a gironi    | 4                | 0                | 1                | 3                | 1                | 11               |
| 2007   | Fase a gironi    | 4                | 0                | 0                | 4                | 4                | 11               |
| 2009   | Fase a gironi    | 4                | 0                | 0                | 4                | 3                | 8                |
| 2011   | Fase a gironi    | 4                | 1                | 1                | 2                | 4                | 5                |
| 2013   | Fase a gironi    | 9                | 3                | 3                | 3                | 13               | 13               |
| 2015   | Fase a gironi    | 9                | 3                | 1                | 5                | 11               | 21               |
| 2017   | Fase a gironi    | 4                | 0                | 2                | 2                | 2                | 6                |
| 2019   | Fase a gironi    | 4                | 1                | 0                | 3                | 2                | 5                |
| 2023   | Fase a gironi    | 4                | 0                | 0                | 4                | 1                | 7                |
| 2025   | Fase a gironi    | 4                | 0                | 0                | 4                | 3                | 11               |
| Totale | 30/31            | 142              | 30               | 30               | 82               | 157              | 279              |

* I pareggi includono anche le partite concluse ai calci di rigore

## Tutte le rose

### Campionato sudamericano di calcio Under-20
Campionato sudamericano Under-20 1999P Bazán, P Benavídez, P Cerro, D Arakaki, D Araujo, D Alvarado, D La Rosa, D Prado, C Almanza, C Casas, C Cordero, C Gómez, C Matellini, C Reátegui, C Salinas, A Alva, A Ascoy, A Balbín, A Carrión, A Cotito, CT: Oblitas
Campionato sudamericano Under-20 20011 Forsyth, 2 Vera, 3 Plaza, 4 Aparicio, 5 Hernández, 6 Martínez, 7 Balbín, 8 Zalazar, 9 Leyva, 10 J.E. Uribe, 11 Torres, 12 Delgado, 13 Vílchez, 14 Chávez, 15 Rodríguez, 16 García, 17 Barreto, 18 Benavides, 19 Reyes, 20 Soto, CT: J.C. Uribe
Campionato sudamericano Under-20 2003P Penny, P Rosales, D de la Haza, D Lengua, D Neyra, D Rodríguez, D Salhuana, D Subauste, D Vargas, D Zambrano, C Fernández, C Guevara, C Guizasola, C Ísmodes, C Labarthe, C Monsalve, A Aguirre, A Cominges, A Farfán, A González-Vigil, CT: González
Campionato sudamericano Under-20 20051 Carvallo, 2 Reaños, 3 Farfán, 4 Cevasco, 5 Ruiz, 6 Viuza, 7 Mejía, 8 Quinteros, 9 Ross, 10 Chávez, 11 González-Vigil, 12 Fernández, 13 Revoredo, 14 Erausquin, 15 Villavicencio, 16 Quina, 17 Tragodara, 18 Alarcón, 19 Portilla, 20 Uribe, CT: García
Campionato sudamericano Under-20 20071 D. Reyes, 2 Ramos, 3 Huerta, 4 Laura, 5 Peixoto, 6 Espejo, 7 Mesarina, 8 Quina, 9 Allende, 10 Elías, 11 Quiñónez, 12 Castellanos, 13 Zambrano, 14 Rey, 15 Cárdenas, 16 Flores, 17 Ísmodes, 18 J. Reyes, 19 Ballón, 20 Castillo, CT: Pavoni
Campionato sudamericano Under-20 20091 Hermoza, 2 Corzo, 3 Calderón, 4 Zela, 5 Duarte, 6 Salazar, 7 Manco, 8 Nuñez, 9 Barros, 10 Cueto, 11 Trujillo, 12 Aliaga, 13 Zambrano, 14 Saco-Vertiz, 15 D. Sánchez, 16 Advíncula, 17 Tejada, 18 Ísmodes, 19 La Torre, 20 J. Sánchez, CT: Chumpitaz
Campionato sudamericano Under-20 20111 Cáceda, 2 Donayre, 3 Bosmediano, 4 Granda, 5 Otoya, 6 Callens, 7 Ubierna, 8 Portugal, 9 Arroe, 10 Cueva, 11 Zapata, 12 Ulloa, 13 Torrejón, 14 Ascues, 15 Bazán, 16 Requena, 17 Noronha, 18 Ojeda, 19 Carrillo, 20 Morales, CT: Ferrín
Campionato sudamericano Under-20 20131 Vidal, 2 Patrón, 3 Ortiz, 4 Tapia, 5 Araujo, 6 Hinostroza, 7 Torrejón, 8 Guarderas, 9 Bulos, 10 Cedrón, 11 Polo, 12 Campos, 13 Chávez, 14 Benavente, 15 Flores, 16 Barrios, 17 Reyna, 18 Deza, 19 Cartagena, 20 Gómez, 21 García, 22 Álvarez, CT: Ahmed
Campionato sudamericano Under-20 20151 Grados, 2 Abram, 3 Bernaola, 4 Ramos, 5 Duclós, 6 Cossio, 7 Canales, 8 Garcés, 9 Succar, 10 Peña, 11 Gonzales-Vigil, 12 Prieto, 13 Zurek, 14 Aquino, 15 Rostaing, 16 Perleche, 17 da Silva, 18 Reátegui, 19 Ugarriza, 20 Páucar, 21 Sánchez, 22 Carranza, 23 Siucho, CT: Rivera
Campionato sudamericano Under-20 20171 Ynamine, 2 Andía, 3 Luján, 4 Chávez, 5 Fuentes, 6 Sánchez, 7 Távara, 8 Reyna, 9 Iberico, 10 Tito, 11 Siucho, 12 Zamudio, 13 Palomino, 14 Castro, 15 Huangal, 16 Pacheco, 17 Quevedo, 18 Estrella, 19 Ugarriza, 20 Cotrina, 21 Gómez, 22 Fernández, 23 López, CT: Nogara
Campionato sudamericano Under-20 20191 Aguirre, 2 Saravia, 3 Velarde, 4 Deneumostier, 5 Huerto, 6 Pretell, 7 Távara, 8 Concha, 9 Gonzales, 10 Pacheco, 11 Bolívar, 12 Franco, 13 Caro, 14 Olivares, 15 Mora, 16 Rojas, 17 Medina, 18 Bilbao, 19 Milesi, 20 López, 21 Romero, 22 Zevallos, 23 Tandazo, CT: Ahmed
Campionato sudamericano Under-20 20231 Caña, 2 Villacorta, 3 Sánchez, 4 Lazo, 5 Aguirre, 6 Cabellos, 7 Goicochea, 8 Carhuallanqui, 9 Pineau, 10 Sandoval, 11 Rojas, 12 S. Amasifuén, 13 Custodio, 14 Otoya, 15 N. Amasifuen, 16 Cabrera, 17 D. Vásquez, 18 Aranda, 19 Portugal, 20 A. Vásquez, 21 Vargas, 22 Aguilar, 23 Paredes, CT: Serna
Campionato sudamericano Under-20 20251 Falcón, 2 Villacorta, 3 Cabellos, 4 Arias, 5 Pósito, 6 Wisdom, 7 Goicochea, 8 Rojas, 9 Guzmán, 10 Sánchez, 11 Castro, 12 Rodríguez, 13 Ruiz, 14 Astudillo, 15 Amasifuén, 16 Cruz, 17 García, 18 Lora, 19 Dioses, 20 Soyer, 21 Doneda, 22 Cornejo, 23 Arakaki, CT: Del Solar